# Sophie Blanchard

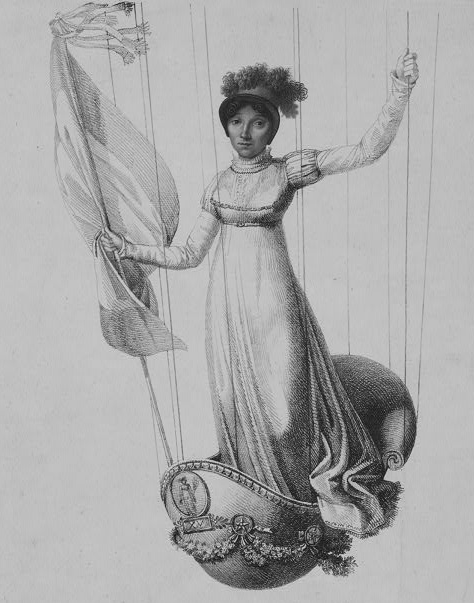
Sophie Blanchard realizando una ascensión en Milán el 15 de agosto de 1811, día del cuadragésimo segundo cumpleaños de Napoleón Bonaparte.

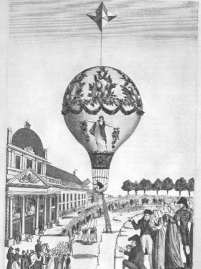
Ascensión del 24 de junio de 1810 en París sobre el Campo de Marte

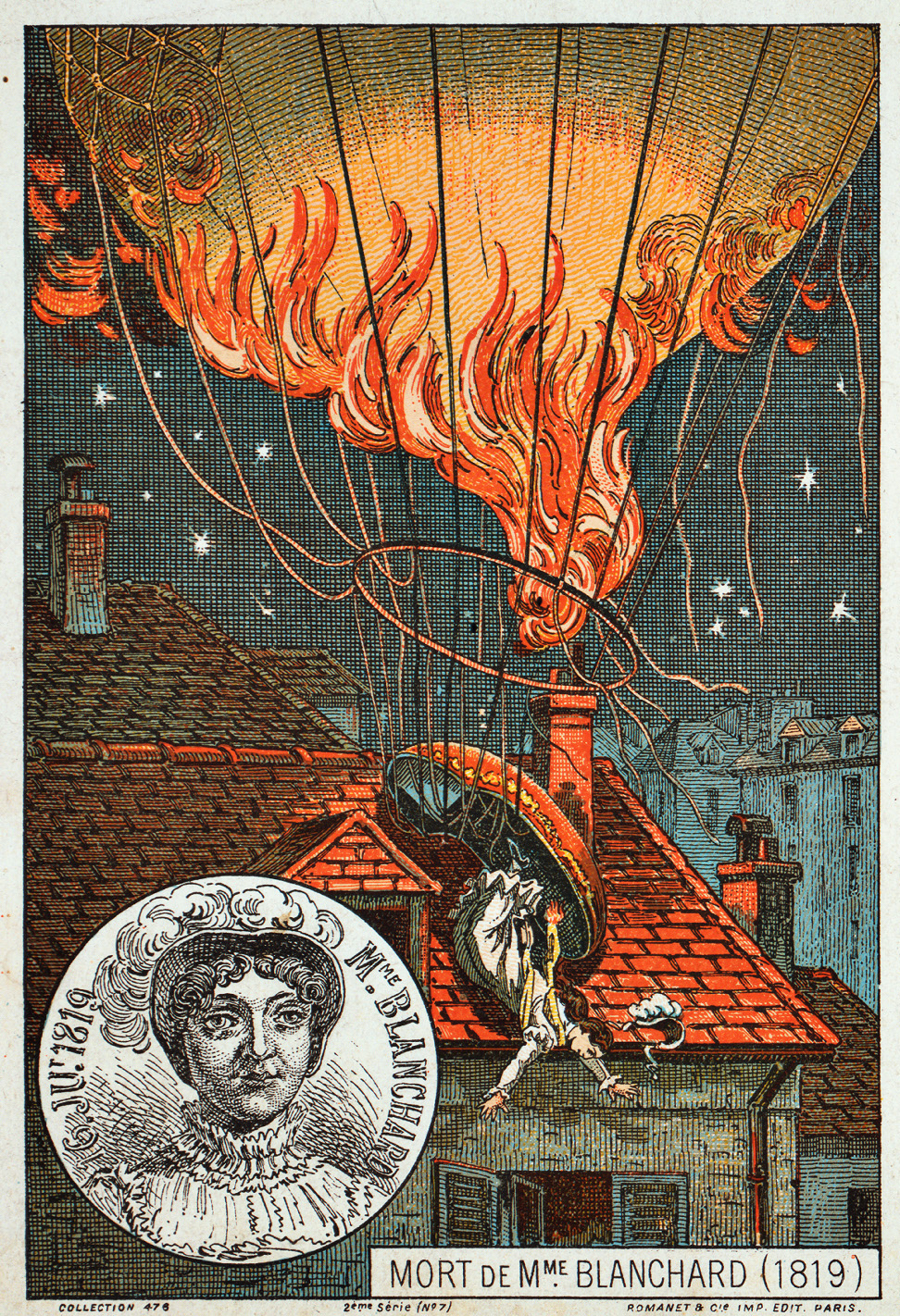
Muerte de Madame Blanchard (1819)

Marie Madeleine Sophie Armant de Blanchard, más conocida como Sophie Blanchard (Trois-Canons, Francia, 24 de marzo de 1778 - París, Francia, 6 de julio de 1819), fue la primera mujer de la historia que ejerció como aeronauta profesional. Realizó 67 ascensiones en globo aerostático.

## Semblanza
Nacida en la ciudad de Trois-Canons, cerca de La Rochelle, en 1804, fue hija de padres protestantes. Se casó con Jean Pierre Blanchard, el primer aeronauta profesional de la historia. Tras la muerte de su marido continuó con esta actividad y fue conocida en toda Europa por sus proezas en la ejecución de vuelos en globo aerostático. Blanchard captó la atención de Napoleón Bonaparte, quien la nombró «Aeronauta de los Festivales Oficiales» en sustitución de André-Jacques Garnerin. En 1814, cuando tuvo lugar la restauración de la monarquía, actuó para Luis XVIII, quien la nombró «Aeronauta Oficial de la Restauración».
Los vuelos en globo aerostático eran entonces una actividad arriesgada para los pioneros. De hecho, Blanchard quedó inconsciente en varias ocasiones, soportó temperaturas gélidas y estuvo al borde de perecer ahogada, cuando su globo se estrelló contra un pantano. En 1819 se convirtió en la primera mujer fallecida en accidente de aviación, al incendiarse el gas de su globo cuando lanzaba fuegos artificiales desde su interior, durante una exposición en los Jardines de Tivoli, en París. El globo se estrelló contra el tejado de un edificio causándole la muerte. Comúnmente es conocida como Madame Blanchard, aunque también se la conoce por diversas combinaciones de sus apellidos de soltera y de casada, tales como Madeleine-Sophie Blanchard, Marie Madeleine-Sophie Blanchard, Marie Sophie Armant y Madeleine Sophie Armant Blanchard.

### Primeros años y carrera profesional
Poco se sabe de la vida de la primera aeronauta profesional del mundo, antes de su matrimonio con Jean-Pierre Blanchard. La fecha de su matrimonio no está clara; algunas fuentes citan fechas tan tempranas como 1794 o 1797, pero la mayoría establecen que fue en 1804, el año de su primera ascensión en globo. Blanchard había abandonado a su primera esposa, Victoria Lebrun (que posteriormente moriría en la pobreza) y a sus cuatro hijos, para viajar por Europa en el ejercicio de su carrera como aeronauta.
Sophie fue descrita indistintamente como «la pequeña, fea, nerviosa», «pequeña con los movimientos de un pájaro» y, más tarde, como la «pequeña y hermosa» Blanchard. Se sentía más a gusto en el aire que sobre la tierra, donde su temperamento nervioso evidenciaba que era más bien una persona asustadiza. Le aterrorizaban los ruidos estridentes y los viajes en carruaje. Sin embargo, en el aire no temía a nada. En 1807, sufrió un accidente en un vuelo junto a su esposo (en su 11.ª ascensión y, posiblemente, la 61.ª de su esposo). Tras estrellarse, su marido sufrió una lesión en la cabeza, y Sophie quedó aparentemente muda por un tiempo.
Realizó su primera ascensión con Blanchard en globo aerostático en Marsella, el 27 de diciembre de 1804, describiéndola como «una sensación incomparable». Como consecuencia del escaso sentido de los negocios de Blanchard, la pareja estaba a punto de arruinarse, y pensaron que una aeronauta femenina era una novedad que podía llamar suficientemente la atención como para contribuir a la resolución de sus problemas financieros. Sophie hizo un segundo ascenso con Blanchard y en su tercer ascenso voló en solitario desde el jardín del Claustro de los Jacobinos, en Toulouse.
En realidad, no era la primera mujer aeronauta: el 20 de mayo de 1784, la marquesa y condesa de Montalembert, la condesa de Podenas y la señorita de Lagarde, habían hecho un viaje en un globo cautivo en París. Tampoco era la primera mujer en ascender en un globo libre tripulado: en tiempos de Blanchard, la Ciudadana Henri había hecho un ascenso con André-Jacques Garnerin en 1798, y fue ampliamente acreditada como precursora en esta actividad, aunque este honor en realidad le corresponde a Elisabeth Thible, una cantante de ópera que había realizado un ascenso para divertir a Gustavo III de Suecia, en Lyon, el 4 de junio de 1784, es decir, catorce años antes que la Ciudadana Henri. Blanchard si fue, sin embargo, la primera mujer en pilotar su propio globo aerostático y la primera en adoptar esta actividad como carrera profesional.
En 1809, su marido murió como consecuencia de las heridas sufridas al caer de su globo en La Haya, tras sufrir un ataque cardíaco. Después de su muerte, Sophie siguió realizando ascensos, especializándose en vuelos nocturnos, lo que con frecuencia equivalía a tener que permanecer en el aire durante toda la noche.

### Carrera en solitario
Al igual que su marido, Sophie Blanchard llevó a cabo experimentos con paracaídas, ejerciendo el paracaidismo con perros desde su globo y, como parte de su espectáculo, lanzaba fuegos artificiales y cestas de pirotecnia enlazadas a pequeños paracaídas. Otros aeronautas intentaban crearse un nombre por sí mismos mediante la exhibición de saltos en paracaídas, lanzándose desde la canasta del globo; en particular la familia de André-Jacques Garnerin, cuya esposa, hija y sobrina, realizaban esta actividad con regularidad. Su sobrina Elisa Gernerin, fue la principal rival de Blanchard como aeronauta femenina y era raro que en cualquier evento que se preciara no figurara la actuación de una o las otras. Blanchard podría haber realizado algunas exhibiciones de paracaidismo, pero básicamente su interés principal se centraba en el globo aerostático.
En el momento en el que se produjo el fallecimiento de Jean-Pierre Blanchard, la pareja todavía seguía endeudada por lo que, a la hora de elegir un globo, Sophie Blanchard optaba por el máximo de austeridad que le era posible. Utilizó un globo de hidrógeno (o Charlière), lo que le permitía realizar la ascensión en una cesta de tamaño algo más grande que una silla, evitando así el volumen de material necesario para un globo de aire caliente. Al mismo tiempo, un globo de hidrógeno también la liberaba de tener que atender la llama para mantenerlo en el aire. El hecho de ser de complexión pequeña y ligera, le permitía reducir la cantidad de gas empleado para inflar el globo. Sophie había utilizado, o al menos había tenido en propiedad, un globo de aire caliente. El coronel Francis Maceroni dejó constancia en sus memorias que se lo vendió a él en 1811 por 40 libras.
Blanchard se convirtió en una de las favoritas de Napoleón Bonaparte y, en 1804, la designó para reemplazar a Andrè-Jacques Garnerin. Garnerin había caído en desgracia por no controlar el globo aerostático que hizo elevar para celebrar la coronación de Napoleón en París; al final, el globo derivó hacia Roma, donde se estrelló en el lago de Bracciano, convirtiéndose en objeto de infinitas bromas a expensas de Napoleón. El título que Napoleón le concedió a Sophie es algo confuso: en realidad la designó «Aeronauta de los Festivales Oficiales» («Aèronaute des Fêtes Officielles»), con responsabilidad para la organización de exhibiciones en globo aerostático en los grandes acontecimientos, pero es posible que también la convirtiera en su ministro jefe del Aire de Globos Aerostáticos, durante cuyo ejercicio se informó de que se habían elaborado planes para una invasión aérea de Inglaterra.
El 24 de junio de 1810, hizo una ascensión sobre el  Campo de Marte, acompañando a la Guardia Imperial de  Napoleón durante la celebración de su boda con María Luisa de Austria. Cuando se produjo el nacimiento del hijo de Napoleón, Blanchard sobrevoló París lanzando panfletos en los que se anunciaba el nacimiento. Más tarde, también participó en la celebración oficial de su bautismo en el Château de Saint-Cloud, lanzando fuegos artificiales desde el globo y, posteriormente, en la «Fiesta del Emperador» (Fête de l'Emperor), en Milán, el 15 de agosto de 1811, para celebrar el 42.º cumpleaños de Napoleón Bonaparte. Efectuó un ascenso en un día climatológicamente inadecuado, en el Campo de Marte, en Nápoles, para acompañar al cuñado de Napoleón Bonaparte, Joaquín Murat, rey de Nápoles, mientras pasaba revista a las tropas, en 1811. Cuando Luis XVIII entró en París, el 4 de mayo de 1814, tras la restauración del trono de Francia, Blanchard ascendió en su globo desde el Pont Neuf, como parte de la procesión triunfal. Luis quedó tan cautivado con su actuación, que la designó «Aeronauta Oficial de la Restauración».
Conocida en toda Europa, Blanchard atrajo a grandes multitudes con sus ascensiones. En Fráncfort del Meno, fue aparentemente la causa del pobre recibimiento de la ópera Silvana, de Carl Maria von Weber, en su noche de estreno, el 16 de septiembre de 1810: la gente de la ciudad acudió a ver su exhibición, mientras que solo unos pocos espectadores asistieron al debut de la ópera. Actuó en Italia en infinidad de ocasiones. En 1811 viajó de Roma a Nápoles, dividiendo el recorrido en dos, realizando una parada después de recorrer 60 millas (97 km) y subiendo de nuevo desde Roma a una altura de 12 000 pies (3660 m), donde afirmó que había estado sumida en un sueño profundo antes de aterrizar en Tagliacozzo. En ese mismo año, volvió a perder la consciencia tras tener que ascender para evitar ser atrapada por una inmensa tormenta de granizo cerca de Vicennes. Como consecuencia de ello, tuvo que pasar catorce horas y media suspendida en el aire. Sophie también cruzó los Alpes en globo y durante un viaje a Turín, el 26 de abril de 1812, la temperatura ambiental descendió tanto que sufrió una hemorragia nasal y se formaron estalactitas de hielo en sus manos y cara. El 21 de septiembre de 1817, estuvo al borde de la muerte, cuando en un vuelo (su 53.º) desde Nantes, confundió un campo pantanoso con un lugar de aterrizaje seguro. La bóveda de su globo quedó atrapada en un árbol, lo que provocó que la silla volcara; Blanchard, enredada en el aparejo, se vio obligada a caer al agua del pantano y hubiese perecido ahogada de no haber recibido ayuda inmediatamente después de su aterrizaje. Identificándose con la labor que estaba llevando a cabo Marie Thérèse de Lamourous en su propósito de crear un refugio para «mujeres con problemas» (La Misericordia), en Burdeos, Blanchard se brindó a donar a esta causa los beneficios obtenidos por una de sus ascensiones, pero De Lamourous rechazó el ofrecimiento, argumentando que no podía aceptar ser la causa por la que otra persona pusiese en riesgo su vida.

### Fallecimiento
El 6 de julio de 1819, mientras ascendía para iniciar una exhibición sobre los jardines de Tivoli, en París, su globo, lleno de hidrógeno, se incendió; Blanchard, enredada en la red que lo rodeaba, encontró la muerte. Se comentó que, antes de iniciar ese ascenso se sentía extrañamente nerviosa. Blanchard había actuado en los Jardines de Tivoli con regularidad, realizando ascensos dos veces por semana cuando se encontraba en París. Repetidamente había sido advertida del peligro que entrañaba la utilización de fuegos artificiales en sus exhibiciones. Estaba previsto que esta fuese particularmente digna de admiración, con muchos más fuegos artificiales que de costumbre y parece ser que las advertencias le habían impresionado. Hubo algunos espectadores que le imploraron que no realizara el ascenso, pero otros, deseosos de ver el espectáculo, la instaron a continuar. Según figura en un informe, finalmente optó por entrar en su silla mientras pronunciaba: Allons, ce sera pour la dernière fois («Vamos, esta será la última vez»).
Alrededor de las 10:30 de la noche (los relatos difieren en cuanto a la hora exacta), Blanchard comenzó su ascenso llevando consigo una bandera blanca. También llevaba un vestido blanco y un sombrero del mismo color cubierto con plumas de avestruz. El viento soplaba con fuerza y parece que el globo luchaba por levantarse. Al soltar el lastre, Blanchard consiguió una cierta elevación pero, conforme ascendía, el globo rozaba los árboles. Una vez que había sobrepasado las copas de los árboles, Blanchar comenzó su exhibición agitando la bandera. El globo fue iluminado mediante pequeñas cestas que contenían «fuego de Bengala» unos fuegos artificiales de combustión lenta.
Momentos después de comenzar la exhibición, y mientras todavía ascendía, el globo fue visto en llamas. Algunos informes dicen que, por un momento, desapareció detrás de una nube y que cuando reapareció estaba en llamas —en cualquier caso, el gas dentro del globo estaba ardiendo—. Blanchard comenzó a descender rápidamente, pero el globo, atrapado en el viento, continuó alejándose de los jardines del placer, incluso durante el trayecto de descenso hacia el suelo. Algunos espectadores pensaron que estos hechos formaban parte del espectáculo, y aplaudieron y gritaron dando muestras de aprobación. El globo no había alcanzado demasiada altura y, aunque el gas procedente del escape se iba quemando, el gas del interior del globo mantenía la elevación suficiente durante un tiempo para prevenir el desplome directo al suelo. Blanchard soltó rápidamente el lastre y, de esta forma, fue capaz de frenar el descenso. La mayoría de los informes dicen que parecía estar en calma durante el descenso, pero se dijo que retorcía las manos con desesperación conforme el globo se acercaba a la tierra. Más tarde circularon rumores de que había agarrado la silla con tal fuerza que «se le habían roto varias venas debido al esfuerzo».
Justamente sobrevolando los tejados de la calle de Provence, el gas del globo se agotó y la aeronave golpeó el tejado de una vivienda. Se considera probable que hubiera sobrevivido si este hubiese sido el final del incidente, pero las cuerdas que sujetaban la silla al cuerpo del globo debieron quemarse, o el impacto la abalanzó hacia adelante, con el resultado de que Blanchard, atrapada en las cuerdas del globo, fue lanzada desde el lateral del tejado hacia la calle que había abajo. John Poole, un testigo presencial, describió sus últimos momentos:

Hubo una pausa terrible, entonces la señora Blanchard atrapada en las redes del globo cayó con estrépito sobre el tejado inclinado de un vivienda en la calle Provence, y luego a la calle, donde fue recogido su cuerpo destrozado.

Algunos informes acreditan sus gritos À moi! («ayuda» o literalmente «a mi») al caer sobre el tejado. A pesar de que la multitud se precipitó en su ayuda y de que se hicieron intentos para salvarla, o bien murió desnucada en el acto o, como mucho, diez minutos más tarde.
Se creyó que la causa más probable del accidente era que los fuegos artificiales adosados al globo habían sido desplazados de su posición original por el roce con un árbol mientras ascendía, posiblemente porque el globo iba excesivamente cargado y esto impidió que se elevara con la rapidez necesaria. Cuando las encendió, las mechas de los fuegos artificiales estaban encaradas hacia el interior del globo en lugar de estarlo hacia afuera y una de ellas formó un agujero en el tejido del globo, inflamándose el gas. Un hombre presuntamente vio el problema y le gritó que no encendiese las mechas, pero sus gritos fueron ahogados por los aplausos de la multitud. Más tarde, los informes sugirieron que había dejado abierta la válvula del gas, lo que facilitó que las chispas inflamaran el gas y se incendiase el globo, o que su globo era de construcción deficiente, lo que provocó que el gas se escapara durante todo el ascenso.

## Legado
Norwich Duff, que había presenciado la ascensión de Blanchard, lo describió así:

El efecto de un accidente tan impactante en la mente de varios miles de personas que se habían reunido para divertirse y que lo estaban pasando bien, es fácilmente imaginable...

Al enterarse de que había muerto, los propietarios de los jardines Tivoli, anunciaron inmediatamente que el montante recaudado por las ventas de las entradas sería donado para ayudar a sus hijos y algunos espectadores organizaron un llamamiento a los ciudadanos de París para recabar fondos. La recaudación alcanzó 2400 francos, pero tras la colecta, se descubrió que no tenía hijos supervivientes, por lo que se optó por erigir un monumento con una representación de su globo en llamas, en la parte superior de su tumba, en el cementerio de Père Lachaise. En su lápida fue grabada con el epitafio: Víctime de son art et de son intrépidite («Víctima de su arte y de su intrepidez»). El resto del dinero, alrededor de 1000 francos, fue donado a la iglesia luterana Église des Billettes, a la que Blanchard había asistido. Aunque no era adinerada, en el momento de su muerte se había liberado de las deudas que le había dejado su marido y gozaba de una seguridad económica. Cada una de sus ascensiones le había costa alrededor de 1000 francos, sin contar los gastos de mantenimiento de su globo. En su testamento dejó propiedades por un valor entre 1000 y 50 000 francos a la hija de unos conocidos. En total había alcanzado 67 ascensiones en globo. La historia de su muerte fue narrada por toda Europa. Julio Verne la menciona en Cinco semanas en globo, y en El jugador, Fyodor Dostoevsky comparó la emoción de involucrarse en el juego con la sensación que Blanchard debió haber sentido al caer.
Para otros, su muerte resultó ser un cuento con moraleja, ya sea como ejemplo de mujer que había excedido su condición (como Grenville Mellen, quien dijo que "una mujer en un globo o bien estaba fuera de su elemento o demasiado alta en él", o como el precio de la vanidad por intentar tales espectáculos. Charles Dickens comentó: The jug goes often to the well, but is pretty sure to get cracked at last («Tanto va el cántaro a la fuente, que al final acaba rompiéndose»). Con la llegada del primer vuelo propulsado, la historia de Blanchard y del globo fueron relegadas al margen de la historia de la aviación. En 2006, se publicó la novela The little balloonist escrita por Linda Donn e inspirada en la historia de Blanchard.

## Citas
1. 1 2 3 4 5 6 7  Marck 2006, pp. 70-1.
2. 1 2 3 4  Lynn 2006, p. 132.
3. 1 2 3  Walker 2004, pp. 50-3.
4. ↑  Brown 1801, pp. 207-8.
5. 1 2 3 4 5 6 7  Michaud 1854, pp. 415-6.
6. ↑  Walsh 1913, pp. 11-12.
7. ↑  Turgan 1851, p. 170.
8. ↑  Figuier 1859, p. 239.
9. 1 2  Maceroni 1838, p. 41.
10. ↑  Hoefer 1857, p. 499.
11. ↑  Martin 200, p. 135.
12. ↑  Smucker 1857, p. 249.
13. ↑  de Saint-Amand [1890] 2004, p. 270.
14. ↑  Peltier 1814, p. 391.
15. ↑  Canadian Aviation Museum, 2004.
16. ↑  Newman 1945, p. 513.
17. ↑  Select Reviews 1812, p. 176.
18. ↑  Wason 1897, p. 82.
19. ↑  Shayler 2005, p. 10.
20. ↑  Yonge 1858, p. 57.
21. 1 2 3  Ireland 1822, p. 402.
22. ↑  Gentleman's Magazine 1819, p. 76.
23. ↑  Marion [1870] 2004, p. 99.
24. ↑  Mathews 1839, p. 65.
25. ↑  Poole 1838, p. 80.
26. ↑  Turgan 1851, p. 145.
27. 1 2  Duff 1819.
28. ↑  Lesur 1820, p. 651.
29. ↑  Mellen 1825, p. 154.
30. ↑  Dickens 1853, p. 488.